# Fédération égyptienne de basket-ball
La Fédération égyptienne de basket-ball est une association, chargée d'organiser, de diriger et de développer le basket-ball en Égypte.
La Fédération représente le basket-ball auprès des pouvoirs publics ainsi qu'auprès des organismes sportifs nationaux et internationaux et, à ce titre, l'Égypte dans les compétitions internationales. Elle défend également les intérêts moraux et matériels du basket-ball égyptien. Elle est affiliée à la FIBA depuis 1934, ainsi qu'à la FIBA Afrique.
La Fédération organise également le championnat national.

## Présidents successifs
- Abdel Moneim Wahby (1952-1969)
- Abdel Azim Ashry (1972-1985)